# Bahnhof Haussmann - Saint-Lazare
Der Bahnhof Haussmann - Saint-Lazare ist ein unterirdischer Bahnhof des Pariser Schnellbahnnetzes RER. Er ist Ausgangspunkt der Linie E.

## Der Bahnhof
Der Bahnhof wurde zur Inbetriebnahme der RER E am 12. Juli 1999 eröffnet und befindet sich im 9. Arrondissement in der Nähe des Gare Saint-Lazare. Er liegt in der Nähe des Boulevard Haussmann, nach dem er auch benannt ist. Der Boulevard wurde wiederum nach dem Stadtplaner Georges-Eugène Haussmann benannt.
Die komplett unterirdische Station besteht aus zwei Bahnsteigen und insgesamt vier Gleisen. Sie weist starke architektonische Ähnlichkeiten zum gleichzeitig eröffneten Bahnhof Magenta auf, die ebenfalls auf der Linie E liegt.

## Anschlüsse
In der Station Haussmann - Saint-Lazare selbst verkehrt nur die RER E, allerdings besteht direkter Zugang zum Gare Saint-Lazare und zur gleichnamigen Metrostation. Von dort aus besteht wiederum ein Zugang zu den Metrostationen Opéra, Saint-Augustin und Havre - Caumartin sowie zur RER-Station Auber.
Somit können von Haussmann – Saint-Lazare aus die Metro-Linien 3, 7, 8, 9, 12, 13 und 14 sowie die RER A erreicht werden. Am Gare Saint-Lazare besteht außerdem Anschluss zu den Nah- und Fernverkehrszügen.